# Алексис Вайсенберг
Алексис Вайсенберг (на немски: Alexis Weissenberg) e френски пианист от български и еврейски произход,

## Биография
Роден е на 26 юли 1929 година в София. Започва да учи пиано с майка си. Негов учител по музика става Панчо Владигеров. По време на Втората световна война живее в Близкия изток, по-късно заминава за САЩ. Там завършва „Джулиард скул“ в Ню Йорк в класа на О. Самарова-Стоковска.
През 1947 година получава две първи награди в САЩ – на Филаделфийския оркестър и от Осмия конкурс „Левънтрит“, които му откриват пътя към световна концертна кариера.
Вайсенберг прекъсва активната си артистична дейност за близо десетилетие (1957 – 1965). През 1966 година прави повторен дебют с оркестъра на Берлин под диригентството на Херберт фон Караян и скоро се нарежда сред изтъкнатите съвременни пианисти.
Първата среща на Алексис Вайсенберг с българската публика е през 1972 година и преминава с триумфален успех. В периода 1974 – 1979 година концертите му в България са ежегодни. Неговото присъствие с многобройни концертни изяви допринася за обогатяването на клавирното изкуство в България.
Вайсенберг е почетен доктор на НМА „Проф. Панчо Владигеров“. През 2012 година клавирната катедра към Музикалната академия издава в книга три негови интервюта.
Умира на 8 януари 2012 година в Лугано.